# Borysławka
Borysławka – uroczysko-dawna miejscowość, na terenie województwia podkarpackiego, w powiecie przemyskim, w gminie Fredropol.

## Geografia
Wieś położona była w dolinie potoku Borysławka, prawobrzeżnego dopływu Wiaru, pomiędzy wzgórzami Zapust i Łysa.

## Historia
Pierwsza wzmianka o Borysławce pochodzi z 1494 roku, kiedy to Jan Rybotycki otrzymał wieś.
Wieś położona w powiecie przemyskim, była własnością Stanisława Sicińskiego, została spustoszona w czasie najazdu tatarskiego w 1672 roku. W połowie XIX wieku właścicielami posiadłości tabularnej w Borysławce byli Antoni i Józef Tyszkowscy. 
W II Rzeczypospolitej wieś była położona powiecie dobromilskim województwa lwowskiego. W październiku 1945, po wysiedleniu ludności ukraińskiej do ZSRR, nacjonaliści ukraińscy z OUN-UPA spalili wieś i zamordowali tutaj 6 starszych osób, które pozostały na miejscu.
Od końca lat 60. XX wieku do 1990 roku Borysławka znajdowała się na terenie tzw. „państwa arłamowskiego”.

## Religia
- Сerkiew św. Jana Ewangelisty (1750; Cerkiew Greckokatolicka; drewniana; rozebrana w latach 40).

## Ludzie związani ze Borysławką

### Urodzili się
- Pawło Wasyłyk (1926—2004) – ukraiński biskup greckokatolicki, ordynariusz diecezji kołomyjsko-czerniowieckiej.

"Ślady
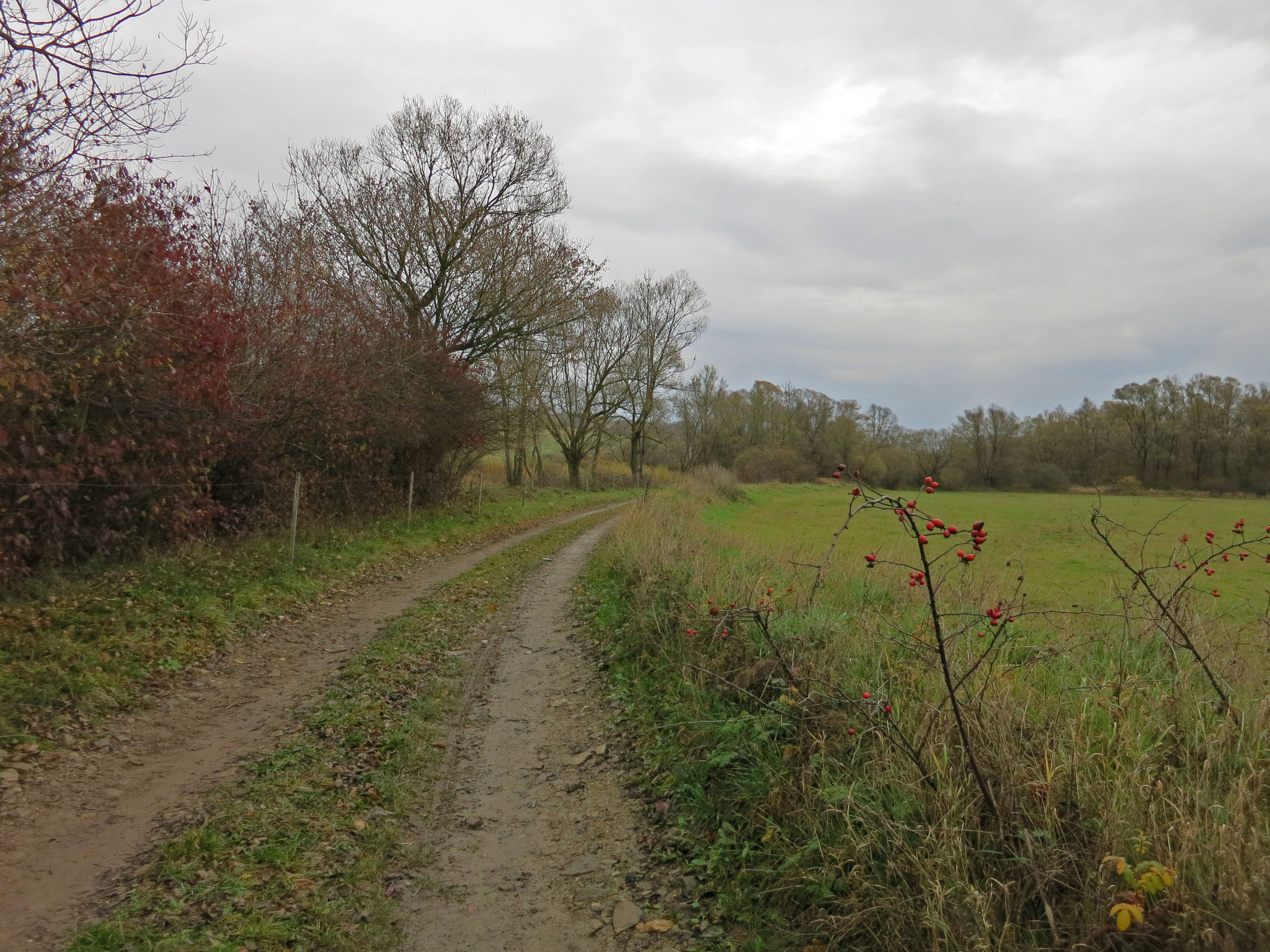
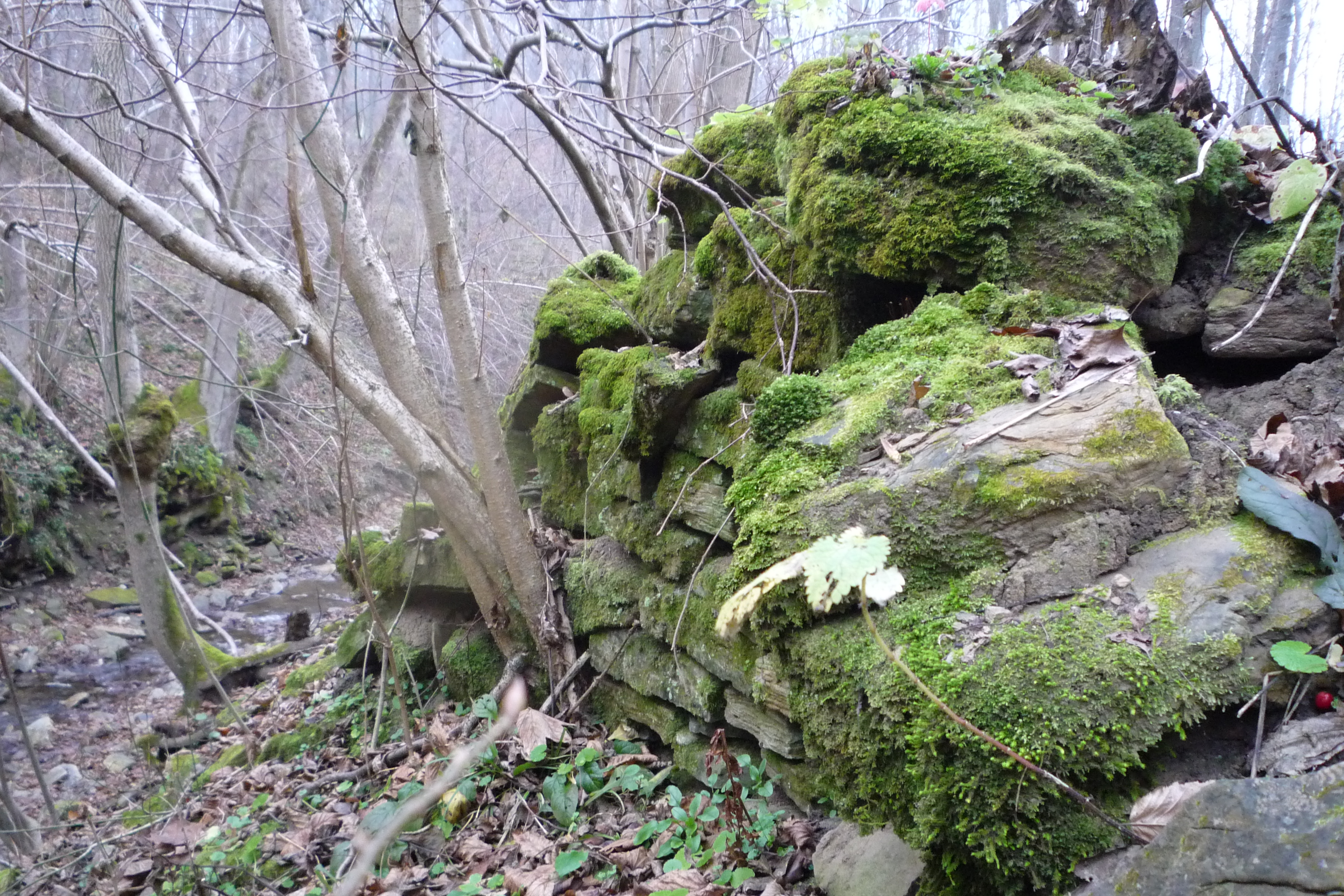
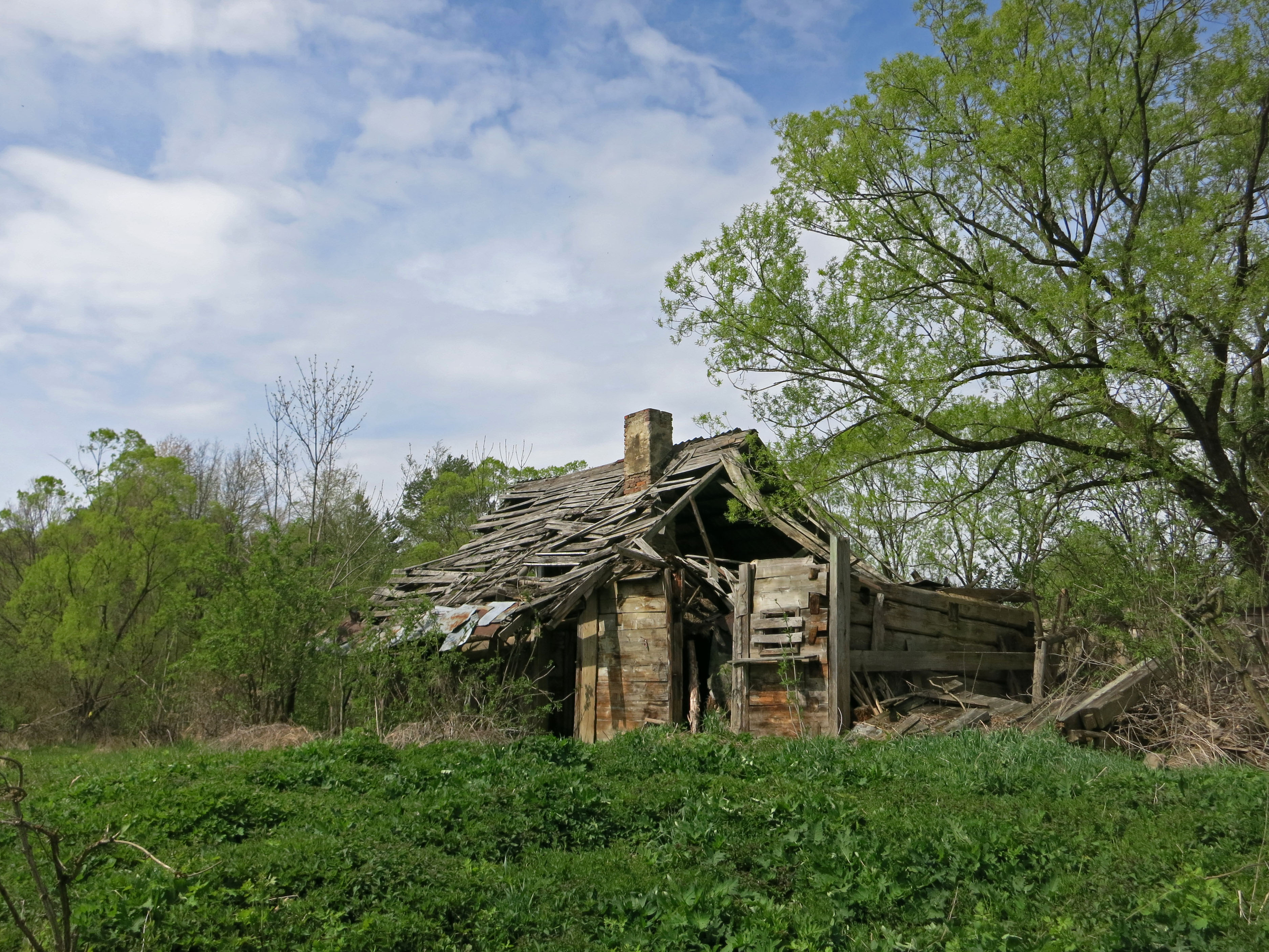

- Ślady wsi